# Lallemandana zimmermani
Lallemandana zimmermani is een halfvleugelig insect uit de familie Aphrophoridae. De wetenschappelijke naam van deze soort is voor het eerst geldig gepubliceerd in 1950 door Metcalf.